# Primi ministri della Costa d'Avorio
I primi ministri della Costa d'Avorio dal 1960 (data di indipendenza dalla Francia) ad oggi sono i seguenti.

## Lista
| Primo ministro                                           | Primo ministro | Primo ministro           | Partito                                                                        | Elezione | Mandato          | Mandato          |
| Primo ministro                                           | Primo ministro | Primo ministro           | Partito                                                                        | Elezione | Inizio           | Fine             |
| -------------------------------------------------------- | -------------- | ------------------------ | ------------------------------------------------------------------------------ | -------- | ---------------- | ---------------- |
|                                                          |                | Félix Houphouët-Boigny   | Partito Democratico della Costa d'Avorio - Raggruppamento Democratico Africano | 1960     | 4 agosto 1960    | 27 novembre 1960 |
| Carica abolita (dal 27 novembre 1960 al 7 novembre 1990) |                |                          |                                                                                |          |                  |                  |
|                                                          |                | Alassane Ouattara        | Partito Democratico della Costa d'Avorio - Raggruppamento Democratico Africano | 1990     | 7 novembre 1990  | 11 dicembre 1993 |
|                                                          |                | Daniel Kablan Duncan     | Partito Democratico della Costa d'Avorio - Raggruppamento Democratico Africano | 1995     | 11 dicembre 1993 | 24 dicembre 1999 |
| Carica vacante (dal 24 dicembre 1999 al 18 maggio 2000)  |                |                          |                                                                                |          |                  |                  |
|                                                          |                | Seydou Diarra            | Indipendente                                                                   | 2000     | 18 maggio 2000   | 27 ottobre 2000  |
|                                                          |                | Pascal Affi N'Guessan    | Fronte Popolare Ivoriano                                                       |          | 27 ottobre 2000  | 10 febbraio 2003 |
|                                                          |                | Seydou Diarra            | Indipendente                                                                   |          | 10 febbraio 2003 | 7 dicembre 2005  |
|                                                          |                | Charles Konan Banny      | Indipendente                                                                   |          | 7 dicembre 2005  | 4 aprile 2007    |
|                                                          |                | Guillaume Soro           | Movimento Patriottico della Costa d'Avorio                                     | 2011     | 4 aprile 2007    | 13 marzo 2012    |
|                                                          |                | Jeannot Ahoussou-Kouadio | Partito Democratico della Costa d'Avorio - Raggruppamento Democratico Africano |          | 13 marzo 2012    | 21 novembre 2012 |
|                                                          |                | Daniel Kablan Duncan     | Partito Democratico della Costa d'Avorio - Raggruppamento Democratico Africano |          | 21 novembre 2012 | 10 gennaio 2017  |
|                                                          |                | Amadou Gon Coulibaly     | Raggruppamento dei Repubblicani                                                |          | 10 gennaio 2017  | 8 luglio 2020    |
|                                                          |                | Hamed Bakayoko           | Raggruppamento dei Repubblicani                                                |          | 8 luglio 2020    | 10 marzo 2021    |
|                                                          |                | Patrick Achi             | Raggruppamento dei Repubblicani                                                |          | 10 marzo 2021    | 16 ottobre 2023  |
|                                                          |                | Robert Beugré Mambé      | Raggruppamento dei Repubblicani                                                |          | 16 ottobre 2023  | in carica        |